# Müller (football)
Pour les articles homonymes, voir Müller.
Luís Antônio Corrêa da Costa, plus connu sous le nom de  Müller né le 31 janvier 1966 à Campo Grande (Brésil),  est un footballeur, entraîneur et  commentateur international brésilien. Il a joué notamment avec le São Paulo FC. 
Il a participé à trois coupes du monde et a remporté celle de 1994.

## Carrière de joueur

### En club
- 1983 - 1983 : Operário F.C. ( Brésil)
- 1984 - 1987 : São Paulo FC ( Brésil)
- 1988 - 1991 : Torino FC ( Italie)
- 1991 - 1994 : São Paulo FC ( Brésil)
- 1995 - 1995 : Kashiwa Reysol ( Japon)
- 1995 - 1996 : SE Palmeiras ( Brésil)
- 1996 - 1996 : São Paulo FC ( Brésil)
- 1997 - 1997 : Perugia ( Italie)
- 1997 - 1998 : Santos FC ( Brésil)
- 1998 - 2000 : Cruzeiro EC ( Brésil)
- 2001 - 2001 : SC Corinthians ( Brésil)
- 2001 - 2002 : AD São Caetano ( Brésil)
- 2003 - 2003 : Tupi FC ( Brésil)
- 2003 - 2004 : Portuguesa de Desportos ( Brésil)
- 2004 - 2004 : Ipatinga ( Brésil)

### En équipe nationale
Il compte 56 sélections avec l'équipe du Brésil et a inscrit 12 buts.
Müller a participé à la coupe du monde de 1986, à la coupe du monde de 1990 et à la coupe du monde de 1994 qu'il a gagnée.

## Palmarès

### En club
- Vainqueur de la Coupe Intercontinentale en 1992 et 1993 avec le São Paulo FC
- Vainqueur de la Copa Libertadores en 1992 et 1993 avec le São Paulo FC
- Vainqueur de la Recopa d'Amérique du Sud en 1999 avec le Cruzeiro EC
- Vainqueur de la Supercoupe Libertadores en 1993 avec le São Paulo FC
- Champion du Brésil en 1986 et en 1991 avec le São Paulo FC
- Champion de l'État de São Paulo en 1985, 1987, 1991 et 1992 avec le São Paulo FC, 1996 avec le SE Palmeiras
- Champion de l'État du Minas Gerais en 1998 avec le Cruzeiro EC
- Vainqueur de la Coupe du Brésil en 2000 avec le Cruzeiro EC
- Vainqueur de la Coupe Sul-Minas en 2001 avec les SC Corinthians

### En équipe du Brésil
- Vainqueur de la Coupe du Monde en 1994
- Vainqueur de la Coupe Stanley Rous en 1987

### Distinctions individuelles
- Meilleur buteur du championnat du Brésil en 1987 (10 buts)
- Élu Ballon d'Argent brésilien en 1997